# Plouguenast
Plouguenast korábbi község Franciaországban, Côtes-d’Armor megyében. Lakosainak száma 1886 fő (2018. január 1.). Plouguenast Gausson, Langast, La Motte, Plémy és Plœuc-L’Hermitage községekkel határos.
2019. január 1-jén Langast korábbi községgel egyesült és az így létrejött Plouguenast-Langast új község része lett..

## Népesség
A település népességének változása:
| Lakosok száma | 1878 | 1844 | 1927 | 1852 | 1886 |
|               | 2013 | 2015 | 2016 | 2017 | 2018 |